# نامي (اسم)
نامي هو اسم علم مذكر من أصل عربي، ومعناه هو الزائد الكثير المرتفع المتطورمن النمو وهو ازدياد الحجم.

## شخصيات تحمل الاسم
- نامي أوتاكي (لاعبة كرة قدم يابانية، 30 يوليو 1974 – )

## شخصيات خيالية تحمل الاسم
- نامي (شخصية خيالية في ون بيس)
- ناميكازي ميناتو

## وصلات خارجية
- موسوعة السلطان قابوس لأسماء العرب